# Leticia Boscacci
Leticia Maria Boscacci (Colonia Caroya (Córdoba), 8 de noviembre de 1985) es una exjugadora argentina de voleibol que se desempeñó como opuesta. Formó parte de la Selección femenina de voleibol de Argentina, con la que participó en los Juegos Olímpicos de Río de Janeiro 2016, entre otros torneos.

## Biografía
Nacida en Colonia Caroya pero criada en Jesús María, Boscacci comenzó la práctica del voleibol a los ocho años en el Club Alianza de esa localidad. Hizo su debut profesional en General Paz Juniors antes de pasar al Olimpico Freyre, con el que disputó la Liga Argentina Femenina. Luego pasó al Club Banco Nación, para luego emigrar al vóley español, primero en el Icaro Alaro de la segunda división y después en el CDU Granada, también de segunda. En 2008 firmó con el Haro Rioja de la máxima división española. Al año siguiente se trasladó al Stella Calais de la primera división francesa, con el que jugó la Liga Francesa y la Copa de Europa. En agosto de 2010 retornó al vóley español, esta vez para desempeñarse en el Cuesta Piedra de la Superliga. Tras una serie de buenas actuaciones, donde llegó a ser considerada «una de las mejores atacantes de la superliga», fue transferida al Volley Soverato de la liga A2 italiana. Al momento de su fichaje, el club remarcó que la jugadora estaba «dotada de un buen ataque tanto de primera como segunda línea, un buen bloqueo y salto entre sus características principales».
En el club italiano permaneció tres temporadas antes de pasar en agosto de 2014 al Olympiacos de Grecia, donde reemplazó a la internacional azerí Margarita Stepanenko. Esa temporada el club griego se consagraría campeón de liga y copa, pero sin Boscacci ya que a mitad de temporada partió rumbo al VC Kanti Schaffhausen de Suiza. En la temporada 2015/16 jugó en el club Alba-Blaj rumano, con el que se consagró campeona de liga y disputó la Liga de Campeones de la CEV. Del Alba-Blaj pasó a su clásico rival, el Dinamo Bucarest, en la temporada siguiente. En julio de 2017 contrajo matrimonio y decidió abandonar la práctica profesional del voleibol. Pese a esto, jugó la temporada 2018 en el Crotone de la serie C italiana, con el que obtuvo el ascenso en mayo de 2019. A 2023 se desempeña en ese mismo club como parte del personal técnico y entrenadora de divisiones juveniles.

## Selección nacional
Ingresó a la selección a los 19 años, formando parte del plantel que disputó la Copa Panamericana de 2005 mientras jugaba en General Paz Juniors. A ese torneo le seguirían (entre otros) el Campeonato Sudamericano de 2009 (donde obtuvo la medalla de plata), la Copa Final Four 2008, los Juegos Panamericanos de 2015 (6.º puesto), las Copas Mundiales de 2011 y 2015 y los Grand Prix de 2015 y 2016. En cuanto a Campeonatos mundiales, participó del premundial de 2010, donde Argentina quedó eliminada ante Perú en semifinales, para finalmente ser parte del plantel que disputó el Mundial 2014, el primero para Argentina en 12 años.
Sin embargo, su logro más importante a nivel selección fue participar primero del torneo que le dio a la selección argentina femenina de voleibol su primera clasificación a un juego olímpico en la disciplina, y luego en los Juegos Olímpicos en si, donde el equipo finalizó en la undécima posición, sin lograr pasar la fase de grupos pero habiendo conseguido su primera victoria olímpica tras vencer 3-2 a Camerún. La camiseta que utilizó Boscacci en el torneo se conserva en un museo de la localidad de Jesús María, y su actuación en el certamen le valió un Premio Cóndor otorgado por la provincia de Córdoba.
En 2017 no fue incluida en la convocatoria a la selección pero la jugadora aclaró que se trataba de un «descanso consensuado» por razones personales, entre las que se encontraba su reciente matrimonio.

## Palmarés

### Clubes
- Campeona - Liga Rumana 2015/16, con Alba-Blaj

### Selección nacional
- Campeonato Sudamericano 2005 - Medalla de bronce[49]

- Campeonato Sudamericano 2009 - Medalla de plata

- Copa Panamericana 2008 - Medalla de bronce[50]

- Copa Final Four 2008 - Medalla de bronce[51]

- Campeonato Sudamericano 2011 - Medalla de plata[52]

- Copa Panamericana 2013 - Medalla de bronce[53]

- Copa Panamericana 2015 - Medalla de bronce[54]